# Liste der Kulturgüter in Saules
Die Liste der Kulturgüter in Saules enthält alle Objekte in der Gemeinde Saules im Kanton Bern, die gemäss der Haager Konvention zum Schutz von Kulturgut bei bewaffneten Konflikten, dem Bundesgesetz vom 20. Juni 2014 über den Schutz der Kulturgüter bei bewaffneten Konflikten sowie der Verordnung vom 29. Oktober 2014 über den Schutz der Kulturgüter bei bewaffneten Konflikten unter Schutz stehen.
Es sind weder A-Objekte noch B-Objekte auf dem Gemeindegebiet ausgewiesen, Objekte der Kategorie C fehlen zurzeit (Stand: 10. April 2024). Unter übrige Baudenkmäler sind Objekte zu finden, die im Bauinventar des Kantons Bern als «schützenswert» verzeichnet sind.

## Übrige Baudenkmäler
Hinweis: Als Objekt-Identifikator (ID) wird die Grundstücksnummer verwendet.
| ID  | Foto |                                                                         | Objekt                                                              | Typ | Standort                              | Beschreibung |
| --- | ---- | ----------------------------------------------------------------------- | ------------------------------------------------------------------- | --- | ------------------------------------- | ------------ |
| 1   | ja   | Datei hochladen · Wikidata zu Ehemaliges Bauernhaus (1670) (Q125405637) | Ehemaliges Bauernhaus (1670) / Ancienne ferme (1670)                | G   | Milieu du Village 9 583340 / 232712   |              |
| 17  | BW   | Datei hochladen                                                         | Speicher (1675) / Grenier (1675)                                    | G   | Milieu du Village 8a 583322 / 232733  |              |
| 17  | BW   | Datei hochladen                                                         | Bauernhaus (1705) / Ferme (1705)                                    | G   | Milieu du Village 17 583346 / 232746  |              |
| 26  | BW   | Datei hochladen                                                         | Brunnen (2. Hälfte 19. Jh.) / Fontaine (seconde moitié du 19ème s.) | K   | La Citadelle N.N. 583395 / 232984     |              |
| 26  | BW   | Datei hochladen                                                         | Brunnen (2. Hälfte 19. Jh.) / Fontaine (seconde moitié du 19ème s.) | K   | Saules (village) N.N. 583343 / 232688 |              |
| 33  | BW   | Datei hochladen                                                         | Bauernhaus (1800) / Ferme (1800)                                    | G   | Bout du Moulin 2 583166 / 232709      |              |
| 79  | BW   | Datei hochladen                                                         | Speicher (1697) / Grenier (1697)                                    | G   | Oeuches dessus 26a 583467 / 232956    |              |
| 113 | ja   | Datei hochladen · Wikidata zu Schulhaus (1851) (Q125405744)             | Schulhaus (1851) / Ecole (1851)                                     | G   | Milieu du Village 13 583364 / 232694  |              |

Hinweis zur Legende: Anstelle der KGS-Nummer wird als Objekt-Identifikator (ID) die Grundstücksnummer verwendet.